# Gilles de Paris (poeta)
Gilles de Paris (Aegidius Parisiensis; 1160 circa – 1223-1224) è stato un poeta francese.
Ricoprì la carica di canonico della chiesa di S. Mariano ad Auxerre. Fu discepolo di Pierre Riga.
Il suo lavoro più famoso fu il poema Karolinus, scritto intorno al 1200 e commissionato da Filippo II di Francia per suo figlio, il futuro Luigi VIII di Francia.